# Malpica de Bergantiños

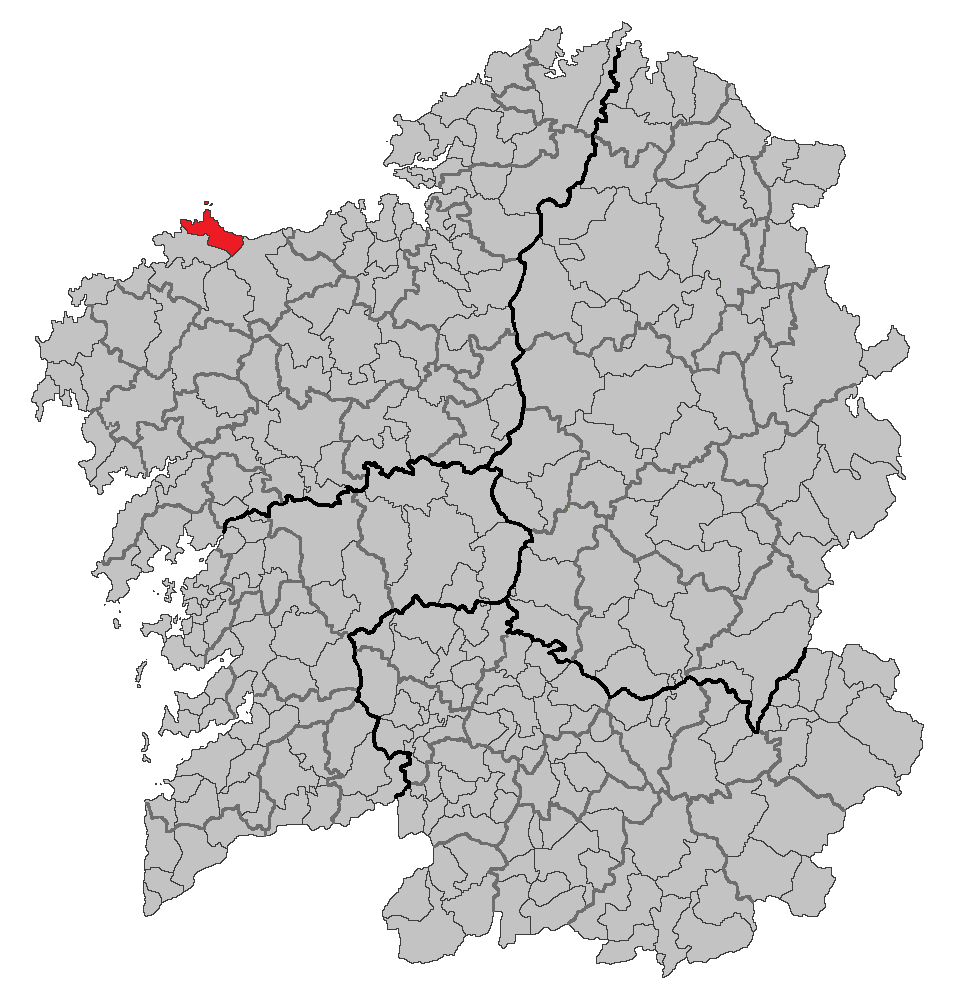
Localização de Malpica de Bergantinhos

Malpica de Bergantinhos (em galego, Malpica de Bergantiños) é um município da Espanha na província
da Corunha,
comunidade autónoma da Galiza, de área 61,57 km² com população de 6 432 habitantes (2007) e densidade populacional de 111,91 hab/km².
As luzes da Corunha da Costa da Morte podem entreligarem-se, ao longo de 200 quilómetros, pelo Caminho dos Faróis, rota selvagem de percurso pedestre entre Malpica de Bergantinhos e a Finisterra. Pode visualizar-se através do Google Street View.

## Património edificado
- Torres de Mens
- Farol de Punta Nariga - apresenta os traços de um barco encalhado[4]